# پناهگاه

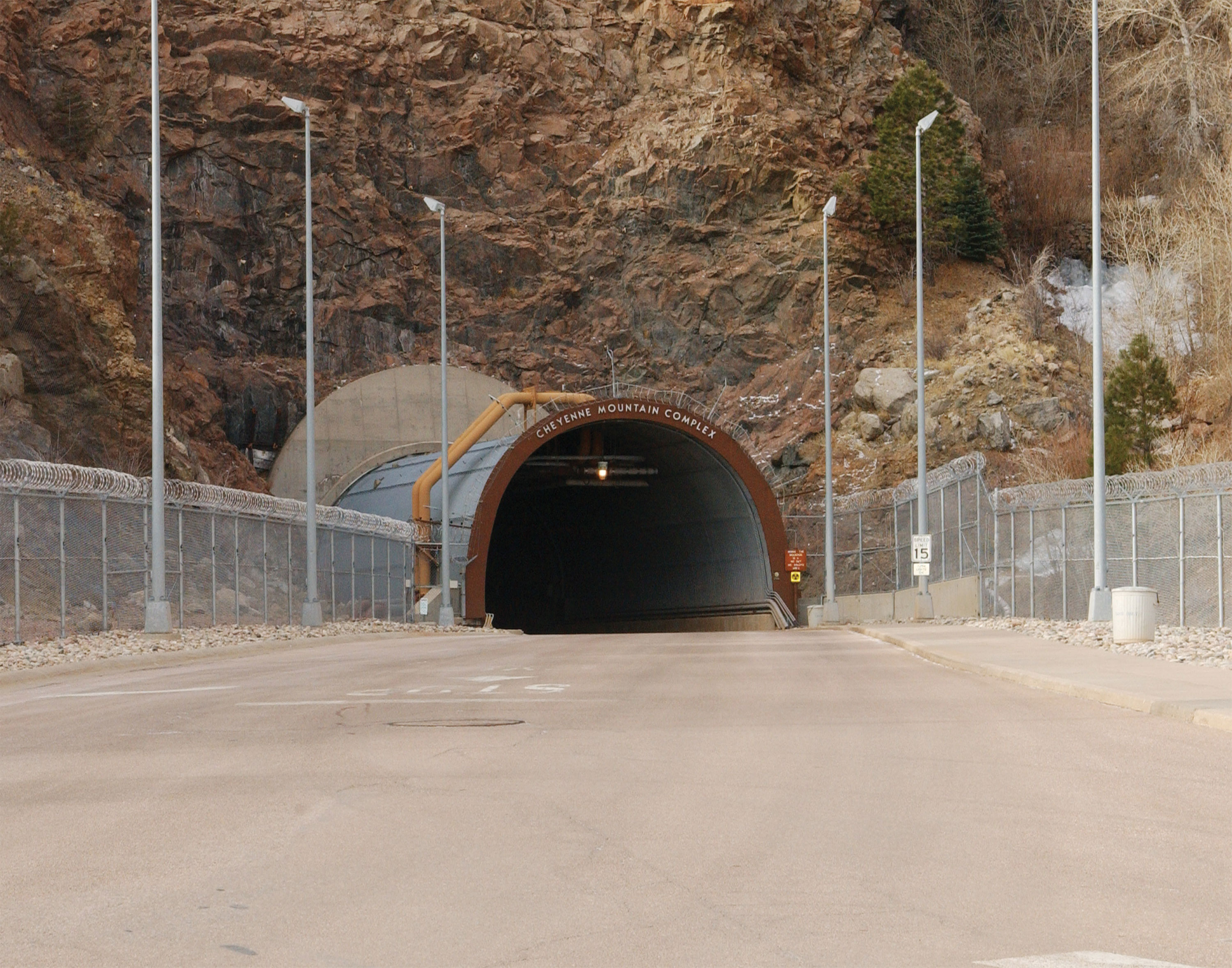
ورودی یک پناهگاه در کلورادو

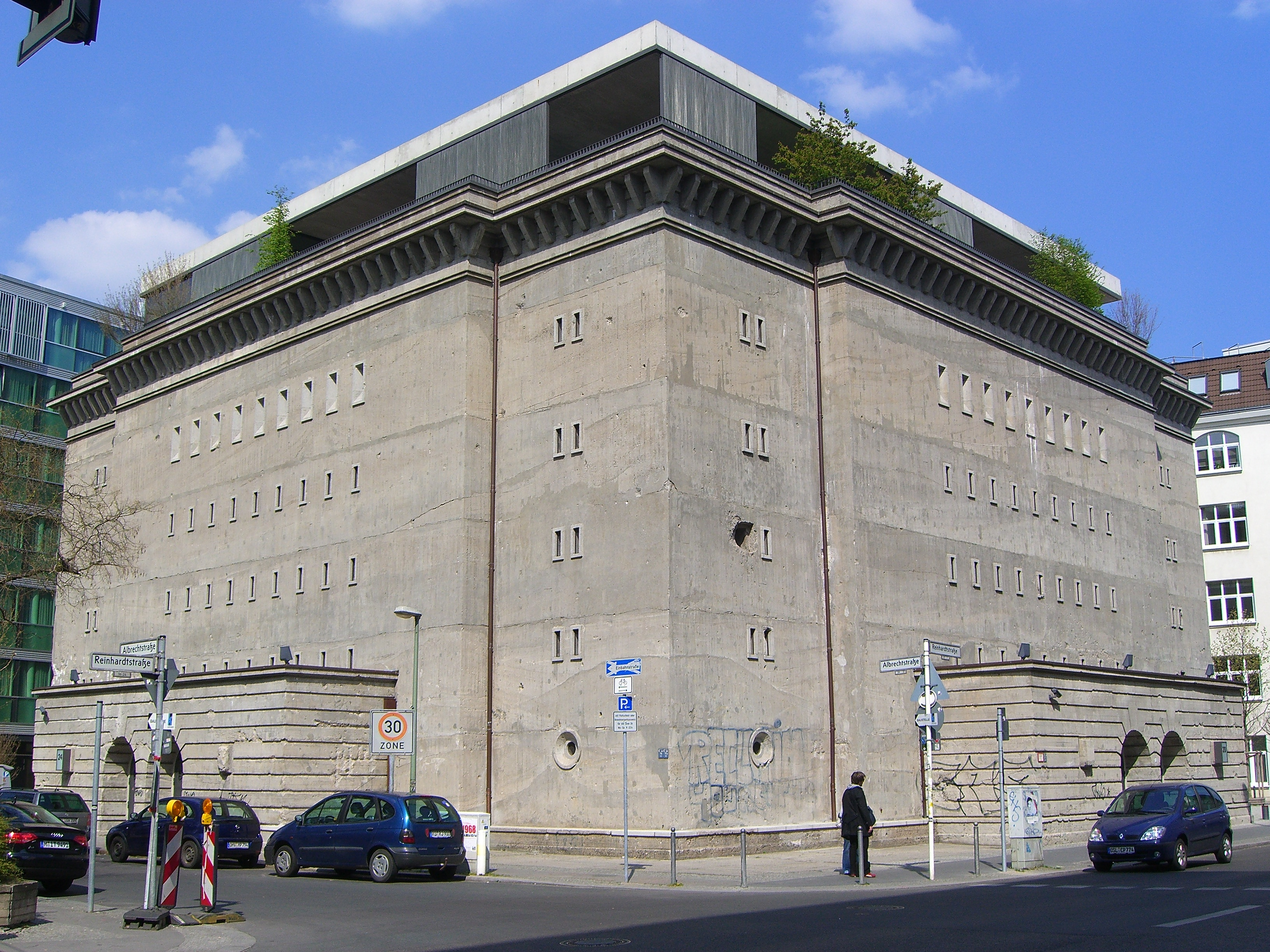
پناهگاه روی زمینی در برلین که اکنون به عنوان موزه هنرهای معاصر کاربرد دارد. در طبقه بالا یک آپارتمان لوکس قراردارد

پناهگاه (بانکر یا Bunker) مکانی است مقاوم برای حفاظت افراد و/یا اشیاء ارزشمند در برابر آسیب‌های ممکن در برابر بمباران بمب های سقوطی، توپخانه، سایز حملات یا بلایای طبیعی. پناهگاه‌ها معمولاً زیر زمین ساخته می‌شوند ولی پناهگاه‌های سطحی مانند سنگرها (blockhouse) عمدتا روی زمین ساخته می شوند. در زمان جنگ جهانی اول و جنگ جهانی دوم از پناهگاه‌های بسیاری استفاده می‌شد.
این سازه‌ها به‌طور گسترده‌ای در جنگ جهانی اول، جنگ جهانی دوم و دوران جنگ سرد برای تأسیسات تسلیحاتی، مراکز فرماندهی و کنترل، و انبارها مورد استفاده قرار گرفتند. همچنین، پناهگاه‌ها می‌توانند به‌عنوان محافظ در برابر گردباد نیز به کار روند.
پناهگاه‌های سنگری، سازه‌های بتنی کوچکی هستند که بخشی از آن‌ها درون زمین حفر شده است. بسیاری از تأسیسات توپخانه‌ای، به‌ویژه توپخانه‌های ساحلی، به‌طور تاریخی با سیستم‌های گسترده‌ای از پناهگاه‌ها محافظت می‌شده‌اند. پناهگاه‌های صنعتی رایج شامل سایت‌های معدن، مناطق ذخیره‌سازی مواد غذایی، محل دفن مواد، ذخیره‌سازی داده‌ها و گاهی محل سکونت هستند. وقتی خانه‌ای با هدف داشتن پناهگاه ساخته می‌شود، مکان معمول برای آن یک حمام زیرزمینی تقویت‌شده با پوسته‌های پلاستیکی تقویت‌شده با الیاف است. پناهگاه‌ها موج انفجار ناشی از انفجارهای نزدیک را منحرف می‌کنند تا از آسیب به گوش و اندام‌های داخلی افرادی که در پناهگاه پناه گرفته‌اند جلوگیری شود. پناهگاه‌های هسته‌ای همچنین باید قادر به مقابله با فشار منفی‌ای باشند که چند ثانیه پس از عبور موج شوک باقی می‌ماند، و نیز باید از ورود پرتوهای رادیواکتیو جلوگیری کنند.
دربسیاری موارد تونل‌های شهری یا بخش‌هایی از مسیرهای زیرزمینی مترو به نوعی ساخته می‌شوند تا مقاوم بوده و بتوان در صورت لزوم از آن‌ها به عنوان پناهگاه استفاده کرد. پناهگاه‌ها، ازجمله تونل‌های شهری و مترو به عنوان حفاظ در برابر زمین لرزه در بسیاری رسانه‌ها مورد بحث هستند ولی از آنجا که وقوع زمین لرزه تا امروز قابل پیش‌بینی دقیق نیست، اینست که پناهگاه در بهترین وجه می‌تواند در صورت واکنش بسیار سریع در برابر پس لرزه‌های احتمالی حفاظت دهد.
ساختن پناهگاه در برخی کشورها الزام قانونی دارد و در قالب قوانینی چون دفاع غیرنظامی تعریف می‌شود. یکی از این کشورها سوئیس است که در مقایسه با جمعیت این کشور٫ دارای بیشترین تعداد پناهگاه در دنیاست. سوئیس با جمعیت ۷٫۶۰۰٫۰۰۰ نفری و تعداد ۳۰۰٫۰۰۰ پناهگاه رسمی (در سال ۲۰۱۱) در واقع مکان پناه برای ۸٫۶۰۰٫۰۰۰ نفر در اختیار دارد.

### استفاده غیرنظامی
بانکرها فقط محدود به کاربردهای نظامی نیستند. آن‌ها همچنین به‌عنوان پناهگاه‌هایی برای محافظت در برابر گردبادها و طوفان‌های شدید نیز استفاده می‌شوند، به‌ویژه در مناطق آسیب‌پذیر از نظر آب‌و‌هوا.

### ویژگی‌های ساختاری بانکر
- درب بانکر باید حداقل به اندازه دیوارهای آن مقاوم باشد تا بتواند در برابر فشار ناشی از انفجارها و موج‌های ضربه‌ای مقاومت کند.
- در بانکرهایی که برای سکونت طولانی‌مدت طراحی شده‌اند، باید سیستم‌های تهویه یا تهویه مطبوع قدرتمند و پایدار وجود داشته باشد تا هوای پاک برای ساکنان فراهم شود و خطر خفگی یا تجمع دی‌اکسیدکربن کاهش یابد.
- با وجود استحکام بالا، بانکرها می‌توانند توسط مواد منفجره قدرتمند یا موشک‌های بانکرشکن (Bunker-buster warheads) تخریب شوند. این نوع تسلیحات به‌طور خاص برای نفوذ به ساختارهای زیرزمینی طراحی شده‌اند.

## ریشه‌شناسی
واژه "بانکر" (Bunker) در اصل از زبان اسکاتلندی گرفته شده و به معنای «نیمکت» یا «صندلی» بوده است. این کاربرد برای اولین‌بار در سال ۱۷۵۸ ثبت شده، و شکل کوتاه‌شده‌ی آن یعنی "bunk" نیز به معنی جای خواب یا تخت استفاده می‌شده است.
احتمالاً این واژه ریشه اسکاندیناویایی دارد: در زبان سوئدی قدیم، واژه "bunke" به تخته‌هایی اشاره داشت که برای محافظت از محموله کشتی مورد استفاده قرار می‌گرفتند.
در قرن نوزدهم، "بانکر" به عنوان اصطلاحی برای انباری زغال‌سنگ در خانه یا در قسمت زیرین کشتی‌ها به کار رفت. همچنین در دنیای ورزش، به‌خصوص در گلف، این واژه برای توصیف فرورفتگی‌های پر از شن که به‌عنوان مانع (Hazard) در زمین گلف ساخته می‌شوند نیز استفاده شد.
در جنگ جهانی اول، نیروهای درگیر شروع به ساخت پناهگاه‌های زیرزمینی کردند که در زبان انگلیسی به آن‌ها "Dugout" گفته می‌شد. در همین زمان، آلمانی‌ها واژه "Bunker" را برای این سازه‌ها به کار بردند.
در جنگ جهانی دوم، واژه "بانکر" در زبان آلمانی توسعه معنایی یافت و برای اشاره به:
- سازه‌های دائمی بزرگ مانند بلوک‌خانه‌ها (Blockhouses)
- سازه‌های کوچک محافظتی مانند «Pillboxes»
- پناهگاه‌های ضدبمب هم روی زمین (مانند Hochbunker) و هم زیرزمین (مانند Führerbunker) استفاده شد.

حس نظامی واژه "بانکر" در دوران جنگ جهانی دوم وارد زبان انگلیسی شد و در ابتدا به‌طور خاص برای پناهگاه‌های آلمانی استفاده می‌شد.
بر اساس فرهنگ لغت آکسفورد، اولین استفاده ثبت‌شده از واژه "bunker" به معنای «پناهگاه بتنی نظامی» به تاریخ ۱۳ اکتبر ۱۹۳۹ بازمی‌گردد، در جمله‌ای که به یک توپخانه مخفی نازی در یک بانکر سیمانی در جبهه غربی اشاره داشت.
تمام کاربردهای اولیه این واژه در زبان انگلیسی مربوط به استحکامات نظامی آلمانی بودند.
در شرق آسیا نیز، این واژه برای توصیف مواضع خاکی و چوبی ساخته‌شده توسط سربازان ژاپنی استفاده شد. در سال ۱۹۴۳، ارتش بریتانیا در هند در یک دفترچه راهنما این واژه را برای چنین مواضعی به‌کار برد و به‌سرعت رواج بین‌المللی پیدا کرد.

## تاسیسات و تجهیزات ایمنی پناهگاه
پناهگاه می‌بایستی دارای حداقلی از استانداردها باشد تا خود تبدیل به مشکل نشود. استاندارد‌های لازم عبارتند از: انبار مواد غذایی کنسرو، آب و داروهای لازم و حیاتی، پتو، سامانه مستقل هوارسانی با فیلتر‌های لازم (ضد غبار، گازهای سمی و/یا ضد مواد رادیو اکتیو)، سامانه نورپردازی با انرژی برق مستقل (اکثراً باتری)، سامانه رادیویی و خبررسانی، سرویس بهداشتی و در صورت امکان آسانسور برای افراد ناتوان. برای کارآمد بودن و ماندن این سامانه‌ها، می‌بایستی تأسیسات و تجهیزات پناهگاه‌ها در فواصل زمانی معقول (حد اقل بخاطر: مواد غذایی/آب/ فیلترها/باتری‌ها...) به وسیلهٔ خدمه ویژه کنترل و در صورت لزوم ترمیم گردند.

## انواع بانکر

### بانکر سنگری (Trench Bunker)
این نوع بانکر، سازه‌ای کوچک و بتنی است که بخشی از آن در زمین دفن شده و معمولاً به‌عنوان بخشی از یک سامانه سنگر طراحی می‌شود.
ویژگی‌های بانکر سنگری:
- نسبت به سنگرهای باز، محافظت بهتری برای سربازان مدافع فراهم می‌کند.
- دارای پوشش بالایی برای حفاظت در برابر حملات هوایی است.
- پناهی مناسب در برابر شرایط نامساعد آب‌وهوایی فراهم می‌سازد.
- برخی از این بانکرها ممکن است دارای سقف‌های نیمه‌باز باشند تا امکان شلیک سلاح‌هایی مانند خمپاره‌انداز یا ضدهوایی فراهم شود؛ در این حالت، دهانه سلاح به سمت بالا قرار می‌گیرد.

### بانکرهای توپخانه‌ای (Artillery Bunkers)
در طول تاریخ، به‌ویژه در توپخانه‌های ساحلی، مواضع توپخانه‌ای معمولاً با سامانه‌های بانکر گسترده محافظت می‌شدند.
ویژگی‌ها و کاربردها:
- این بانکرها معمولاً محل استقرار خدمه توپ‌ها بودند و فضای امنی برای فعالیت آن‌ها فراهم می‌کردند.
- مهمات در این بانکرها نگهداری می‌شد تا از آتش متقابل دشمن (Counter-battery fire) در امان باشند.
- در بسیاری از موارد، خود توپ‌ها نیز در داخل بانکر قرار داده می‌شدند، اگرچه این کار باعث کاهش میدان شلیک توپخانه می‌شد و نوعی معامله بین حفاظت و کارایی به‌شمار می‌رفت.

#### نمونه‌هایی از استحکامات قدرتمند
بانکرهای توپخانه‌ای، از جمله بزرگ‌ترین بانکرهای نظامی قبل از دوران جنگ سرد هستند.
مثال شاخص:
- سازه توپخانه‌ای "Batterie Todt" در شمال فرانسه
  - ضخامت دیوارها تا ۳.۵ متر (۱۱ فوت) می‌رسید.[۸]
- همچنین برای توپ بسیار بزرگ V-3، یک بانکر زیرزمینی مخصوص ساخته شد تا از آن محافظت کند.

این نوع بانکرها نشان‌دهنده تلاش شدید برای ترکیب قدرت آتش بالا با استحکام دفاعی در برابر حملات هوایی و توپخانه‌ای هستند.

### بانکرهای صنعتی (Industrial Bunkers)
بانکرهای صنعتی، سازه‌هایی مستحکم و محافظت‌شده هستند که برای کاربردهای غیرنظامی و صنعتی طراحی شده‌اند. این نوع بانکرها در حوزه‌های مختلفی مورد استفاده قرار می‌گیرند، از جمله:

#### کاربردهای رایج:
- مراکز استخراج معدن
- انبارهای مواد غذایی
- محل دفن یا ذخیره مواد صنعتی و خطرناک
- فضاهای ذخیره‌سازی داده‌ها و اطلاعات حساس
- محل سکونت موقتی برای پرسنل فنی

#### کاربرد در صنایع حساس و خطرناک
بانکرهای صنعتی اغلب در محل‌هایی ساخته می‌شوند که در آن‌ها فعالیت‌های پرخطر انجام می‌شود، مانند:
- آزمایش موتور موشک یا مواد منفجره
- کنترل فرآیندهای بسیار حساس
- ذخیره‌سازی مواد رادیواکتیو یا قابل انفجار

این بانکرها به گونه‌ای طراحی شده‌اند که در صورت وقوع حادثه، آسیب به انسان و محیط اطراف به حداقل برسد.

#### کاربرد در زمان جنگ
در دوران جنگ جهانی دوم، کشورهایی مانند آلمان این بانکرها را به‌منظور محافظت از صنایع حیاتی در برابر بمباران هوایی به‌کار گرفتند. این سازه‌ها اغلب در نزدیکی مراکز تولید مهم، کارخانه‌ها و زیرساخت‌های کلیدی ساخته می‌شدند.
نکته: این بانکرها لزوماً نظامی نیستند و بسیاری از آن‌ها در تأسیسات غیرنظامی و تحقیقاتی نیز یافت می‌شوند.

### بانکرهای شخصی
در خانه‌هایی که به‌طور ویژه با بانکر ساخته می‌شوند، محل معمول بانکر یک حمام زیرزمینی تقویت‌شده است که اغلب دارای کابینت‌های بزرگ برای ذخیره‌سازی می‌باشد.

#### ویژگی‌های طراحی متداول
- یکی از روش‌های رایج در طراحی بانکرهای شخصی، استفاده از پوسته‌های پلاستیکی تقویت‌شده با الیاف (Fibre-reinforced plastic) است.
- محافظت فشاری (در برابر فشار خاک و انفجار) ممکن است با استفاده از روش‌های کم‌هزینه مانند قوس خاکی (Earth Arching) تأمین شود.
- پوشش خاکی (Overburden) که بر روی بانکر قرار می‌گیرد، به‌گونه‌ای طراحی می‌شود که بتواند در برابر تشعشعات رادیواکتیو محافظت ایجاد کند.
- برای جلوگیری از شناور شدن بانکر در مناطق دارای سطح بالای آب‌های زیرزمینی، برخی طراحی‌ها از دامنه‌ای (Skirt) استفاده می‌کنند که با وزن خاک در جای خود ثابت نگه داشته می‌شود.[۱۰]
- این نوع بانکرها ممکن است نقش اتاق امن (Safe Room) را نیز ایفا کنند، یعنی فضایی برای پناه گرفتن در مواقع خطر مانند حمله، سرقت یا بحران‌های طبیعی و امنیتی.

این نوع بانکرها برای کاربردهای کوتاه‌مدت اضطراری طراحی شده‌اند و می‌توانند در خانه‌های مدرن با فضای کم نیز جای بگیرند.
بانکرهای بزرگ اغلب توسط افراد فوق‌ثروتمند خریداری می‌شوند تا در صورت بروز بی‌ثباتی سیاسی، جنگ یا بحران‌های جهانی، مکانی امن برای خود و خانواده‌شان داشته باشند.
ویژگی‌های این نوع بانکرها:
- ذخیره یا دسترسی به مقادیر زیادی انرژی مانند:

- ژنراتورهای بزرگ
- سلول‌های خورشیدی
- مخازن سوخت و باتری‌های صنعتی

- امکانات رفاهی بالا (حمام، آشپزخانه، اتاق خواب، تهویه مطبوع، فیلتر هوا، اینترنت و تجهیزات ارتباطی)
- طراحی ضدتشعشع، ضدانفجار و مقاوم در برابر نفوذ

به این سازه‌ها اغلب لقب "بانکر لوکس" داده می‌شود، و در برخی موارد موقعیت مکانی آن‌ها به‌صورت مستند در رسانه‌ها یا گزارش‌های تحقیقاتی منتشر می‌شود.
برخی شرکت‌های تخصصی نیز در زمینه طراحی و فروش این بانکرها فعالیت می‌کنند، مخصوصاً برای مشتریانی که به دنبال امنیت در بالاترین سطح شخصی و خصوصی هستند.

### بانکرهای ذخیره مهمات (Munitions Storage Bunkers)
بانکرهای ذخیره مهمات برای نگهداری ایمن مواد منفجره و مهمات نظامی طراحی شده‌اند. هدف اصلی آن‌ها این است که:
- از انفجارهای ناخواسته داخلی جلوگیری کنند یا
- در صورت وقوع انفجار، میزان آسیب و گسترش آن را به حداقل برسانند

### ویژگی‌های طراحی
- رایج‌ترین شکل ساختاری این نوع بانکرها، بانکرهای گنبدی‌شکل (شبیه ایگلو) هستند که به‌خاطر فرم هندسی خود، توانایی بالایی در کنترل فشار انفجار دارند.
- این بانکرها اغلب در دل تپه یا دامنه کوه ساخته می‌شوند تا توده خاک اطراف، به‌عنوان محافظ طبیعی عمل کرده و قدرت مهار انفجار را افزایش دهد.

چنین طراحی‌هایی موجب می‌شود تا احتمال انفجار زنجیره‌ای به‌شدت کاهش یابد و ایمنی در سطح بالایی حفظ شود — هم برای پرسنل و هم برای تأسیسات اطراف.

### بانکر تخصصی «Gravel Gertie»
Gravel Gertie نوعی خاص از بانکر ذخیره مهمات است که برای مهار بقایای رادیواکتیو ناشی از انفجار احتمالی در هنگام مونتاژ یا جداسازی کلاهک‌های هسته‌ای طراحی شده است.

#### ویژگی‌های کلیدی:
- طراحی شده برای جلوگیری از انتشار ذرات و گرد و غبار رادیواکتیو در صورت وقوع حادثه انفجاری
- ساختار این بانکرها به گونه‌ای است که در برابر فشار ناشی از انفجار هسته‌ای در مراحل مونتاژ/جداسازی مقاومت کنند و آلودگی را در همان محل محصور نمایند
- فضای داخلی آن‌ها ایمن‌سازی‌شده و با مصالح خاصی مانند شن، ماسه و خاک پوشانده شده است

#### استفاده جهانی
- این بانکرها در تمام تأسیسات ایالات متحده و بریتانیا که در آن‌ها مونتاژ یا جداسازی کلاهک‌های هسته‌ای انجام می‌شود، نصب شده‌اند.
- بزرگ‌ترین مجموعه Gravel Gertie در کارخانه Pantex در شهر آماريلو، تگزاس قرار دارد که دارای ۱۲ بانکر Gravel Gertie است.

این بانکرها یکی از حیاتی‌ترین اجزای زیرساخت‌های ایمنی در صنایع تسلیحات هسته‌ای محسوب می‌شوند.

## طراحی

### محافظت در برابر انفجار (Blast Protection)
یکی از اصلی‌ترین اهداف طراحی بانکر، محافظت از افراد در برابر موج انفجار است. بانکرها به‌گونه‌ای ساخته می‌شوند که موج فشار ناشی از انفجارهای نزدیک را منحرف کنند تا از آسیب‌های داخلی، مخصوصاً به گوش و اندام‌های حساس بدن، جلوگیری شود.

#### مقایسه مقاومت در برابر فشار
- ساختمان‌های معمولی (اسکلت‌دار) ممکن است با فشار اندکی در حدود  ۲۱ کیلوپاسکال (۳ psi یا ۰٫۲۱ بار) کاملاً فرو بریزند.
- در مقابل، بانکرها به‌طور معمول برای تحمل فشارهایی تا  ۱۰۰۰ کیلوپاسکال (۱۵۰ psi یا ۱۰ بار) ساخته می‌شوند.

این مقاومت بالا باعث می‌شود:
- احتمال آسیب‌دیدگی بانکر در اثر بمباران معمولی بسیار کاهش یابد.
- تنها سلاح‌هایی مانند موشک‌های بانکرشکن (Bunker Buster) توانایی آسیب‌رسانی جدی به این سازه‌ها را داشته باشند.

هدف اصلی در طراحی بانکر، ایجاد ساختاری با مقاومت بسیار بالا در برابر فشار فیزیکی (فشردگی) است.

#### سازه‌های رایج
- رایج‌ترین نوع بانکرهای حرفه‌ای، طاق‌های بتنی تقویت‌شده با فولاد هستند که به‌طور کامل زیر خاک مدفون می‌شوند.
- بانکرهای اضطراری (موقتی) نیز اغلب از سازه‌های مهندسی شهری موجود مانند لوله‌های دفن‌شده بزرگ، تونل‌های فاضلاب یا خطوط مترو استفاده می‌کنند.
- بانکرهای دست‌ساز معمولاً از طاق‌های خاکی یا قوسی شکل ساخته می‌شوند.

#### روش ساخت بانکر خاکی (دستی)
1. در یک گودال عمیق، یک سازه چادری باریک و انعطاف‌پذیر از چوب نازک (عرض حدود ۱–۲ متر) نصب می‌شود.
2. روی آن با پارچه یا پلاستیک پوشانده می‌شود.
3. سپس با ۱ تا ۲ متر خاک فشرده‌شده (tamped earth) پوشیده می‌شود.

این روش ساده، ولی مؤثر، برای محافظت اولیه در برابر موج انفجار کاربرد دارد.

#### مقابله با لرزش‌های زمین (Ground Shock)
لرزش‌های شدید ناشی از انفجار در نزدیکی سطح زمین می‌توانند در عرض چند میلی‌ثانیه، دیوارهای یک بانکر را چندین سانتی‌متر جابجا کنند.
برای مقابله با این لرزش‌ها:
- بانکرهایی که برای مقاومت در برابر زمین‌لرزه‌های شدید طراحی می‌شوند، دارای سازه‌های داخلی فنری (sprung) هستند.
- این سازه‌ها از دیوارها و کف لرزان بانکر جدا می‌شوند و از آسیب رسیدن به ساکنان جلوگیری می‌کنند.[۱۳]

### محافظت در برابر انفجار هسته‌ای (Nuclear Protection)
بانکرهایی که برای محافظت در برابر انفجارهای هسته‌ای طراحی می‌شوند، باید بتوانند با دو تهدید اصلی مقابله کنند:

#### 1. فشار منفی (Underpressure) پس از موج انفجار
پس از عبور موج اولیه انفجار (Shock wave)، فشار ناگهانی کاهش می‌یابد و به‌صورت فشار منفی عمل می‌کند که می‌تواند سازه را از درون به بیرون بکِشد.
- این فشار معکوس معمولاً حدود ⅓ فشار مثبت اولیه است.
- بانکر باید به‌گونه‌ای طراحی شود که در برابر هر دو حالت فشار مثبت و منفی مقاوم باشد.[۱۴]

#### 2. محافظت در برابر تابش رادیواکتیو (Radiation Shielding)
- پوشش خاک (Overburden) و ساختار بتنی بانکر به‌طور طبیعی نقش مؤثری در جذب و مهار تابش‌های رادیواکتیو دارند.
- این پوشش معمولاً برای جلوگیری از نفوذ ذرات آلفا، بتا، گاما و نوترونی کافی است، به‌ویژه اگر ضخامت آن به درستی محاسبه شده باشد.

### ویژگی‌های عمومی
درها باید حداقل به اندازه دیوارها مقاوم باشند. طراحی رایج امروزه شامل درهای گاوصندوقی نیز می‌شود. برای کاهش وزن، در معمولاً از فولاد ساخته می‌شود و دارای چارچوب و سردر فولادی نصب‌شده است. چوب بسیار ضخیم نیز می‌تواند مورد استفاده قرار گیرد و به دلیل زغال شدن به جای ذوب شدن، در برابر حرارت مقاوم‌تر است. اگر در در سطح بیرونی قرار داشته باشد و در معرض موج انفجار باشد، لبه‌ی در معمولاً در چارچوب فرو رفته طراحی می‌شود تا موج انفجار یا بازتاب آن نتواند لبه‌ی در را بلند کند. پناهگاه باید دارای دو در باشد. کانال‌های ورودی در می‌توانند به‌صورت هم‌زمان به‌عنوان کانال‌های تهویه نیز عمل کنند تا نیاز به حفاری کاهش یابد.
در پناهگاه‌هایی که برای اقامت طولانی‌مدت طراحی شده‌اند، باید مقدار زیادی تهویه یا تهویه مطبوع فراهم شود تا از اثرات منفی گرما جلوگیری شود. در پناهگاه‌هایی که برای استفاده در زمان جنگ طراحی شده‌اند، باید تهویه‌های دستی در نظر گرفته شود، زیرا تأمین برق یا گاز قابل اطمینان نیست. یکی از کارآمدترین طراحی‌های تهویه دستی، پمپ هوای کرنی (Kearny Air Pump) است. دریچه‌های تهویه در یک پناهگاه باید با سوپاپ‌های انفجاری محافظت شوند. سوپاپ انفجاری با موج شوک بسته می‌شود، اما در حالت عادی باز می‌ماند. یکی از انواع ساده سوپاپ انفجاری، لاستیک‌های صاف و فرسوده‌ی خودرو است که به قاب‌هایی که مقاومت کافی در برابر فشار زیاد دارند، میخ یا پیچ شده‌اند.

## اقدامات مقابله‌ای
پناهگاه‌ها را می‌توان با مواد منفجره‌ی قوی و مهمات نفوذگر به پناهگاه نابود کرد. خدمه‌ی یک سنگر مسلح را می‌توان با شعله‌افکن از بین برد. استحکامات پیچیده، خوب‌ساخته‌شده و به‌خوبی محافظت‌شده اغلب در برابر حمله به نقاط دسترسی آسیب‌پذیر هستند. اگر خروجی‌های منتهی به سطح مسدود شوند، افراد حاضر در تأسیسات می‌توانند به دام بیفتند. در این صورت، می‌توان از کنار استحکامات عبور کرد.

## تأسیسات معروف
از پناهگاه‌های معروف می‌توان به خط ماژینو پس از جنگ جهانی اول در مرز شرقی فرانسه و استحکامات مرزی چکسلواکی (عمدتاً در مرز شمالی چک با آلمان، ولی تا حدی در سراسر کشور) اشاره کرد، همچنین دژ Eben-Emael در بلژیک، دیوار آلپ در شمال ایتالیا، پناهگاه معروف جنگ جهانی دوم «فورربانکر» (Führerbunker) و در ایتالیا، پناهگاه صنعتی مارناته (Marnate's Bunker)، تأسیسات مربوط به سلاح‌های V در آلمان (Mittelwerk) و فرانسه (La Coupole و Blockhaus d'Éperlecques) و نیز تأسیسات دوران جنگ سرد در ایالات متحده (مجتمع کوه شاین – Cheyenne Mountain Complex، سایت R و گرین‌بریر – The Greenbrier)، بریتانیا (Burlington)، سوئد (قلعه Boden) و کانادا (Diefenbunker). در سوئیس، تعداد غیرمعمول زیادی پناهگاه وجود دارد، چرا که قانونی از سال ۱۹۶۳ ساخت پناهگاه‌های محافظتی را برای تمام ساختمان‌های جدید الزامی کرده است؛ همچنین بسیاری از پناهگاه‌ها در چارچوب طرح دفاعی نظامی «سنگر ملی» (National Redoubt) ساخته شده‌اند. برخی از این پناهگاه‌ها اکنون به جاذبه‌های گردشگری تبدیل شده‌اند که در آن‌ها هتل و موزه‌هایی مانند موزه Sasso San Gottardo قرار گرفته‌اند.
اتحاد جماهیر شوروی پناهگاه‌های عظیمی را نگهداری می‌کرد (یکی از کاربردهای ثانویه‌ی متروهای بسیار عمیق مسکو و کی‌یف، استفاده به‌عنوان پناهگاه هسته‌ای بود). در چین نیز تأسیسات متعددی ساخته شد، مانند شهر زیرزمینی پکن و پروژه زیرزمینی ۱۳۱ در استان هوبئی. در آلبانی، انور خوجه کشور را با صدها هزار پناهگاه پوشاند. در ایالات متحده، مرکز عملیات اضطراری ریاست جمهوری در زیر بال شرقی کاخ سفید به‌عنوان پناهگاه امن و مرکز ارتباطی برای رئیس‌جمهور آمریکا در مواقع اضطراری خدمت می‌کند.

## در ایران
بخشهایی از تونل‌های شهری و مسیرهای مترو در ایران پناهگاه محسوب می‌شوند و می‌بایستی علناً نشانه گذاری شوند تا مردم آن بخش‌ها را به خوبی بشناسند. استفاده از هر تونل یا سازه زیرزمینی به عنوان پناهگاه جایز نیست و می‌تواند خطرناک باشد. پناهگاه در ایران در دوران جنگ ایران و عراق برای محافظت از مردم در مقابل بمباران هوایی کاربرد داشت.

## نگارخانه

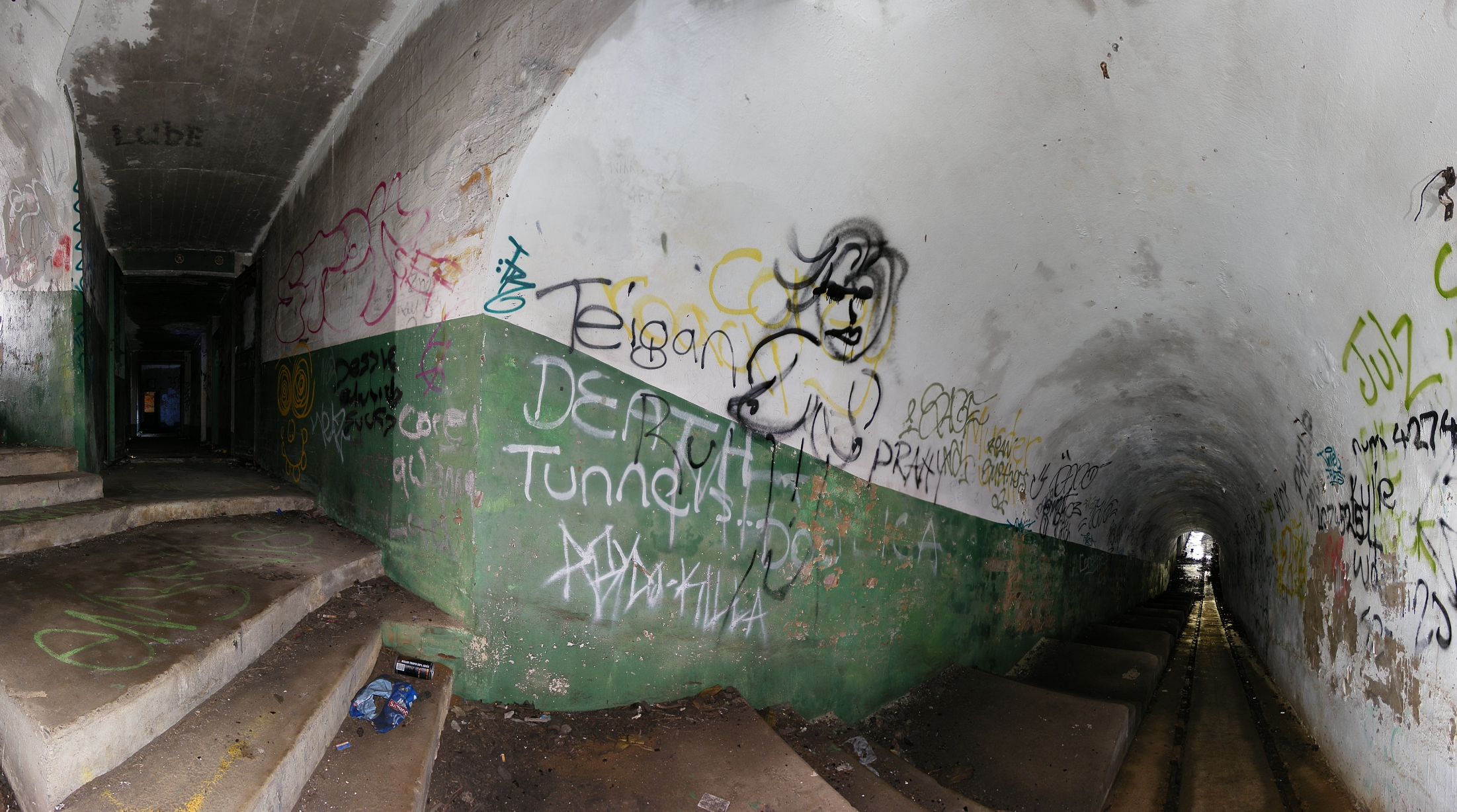
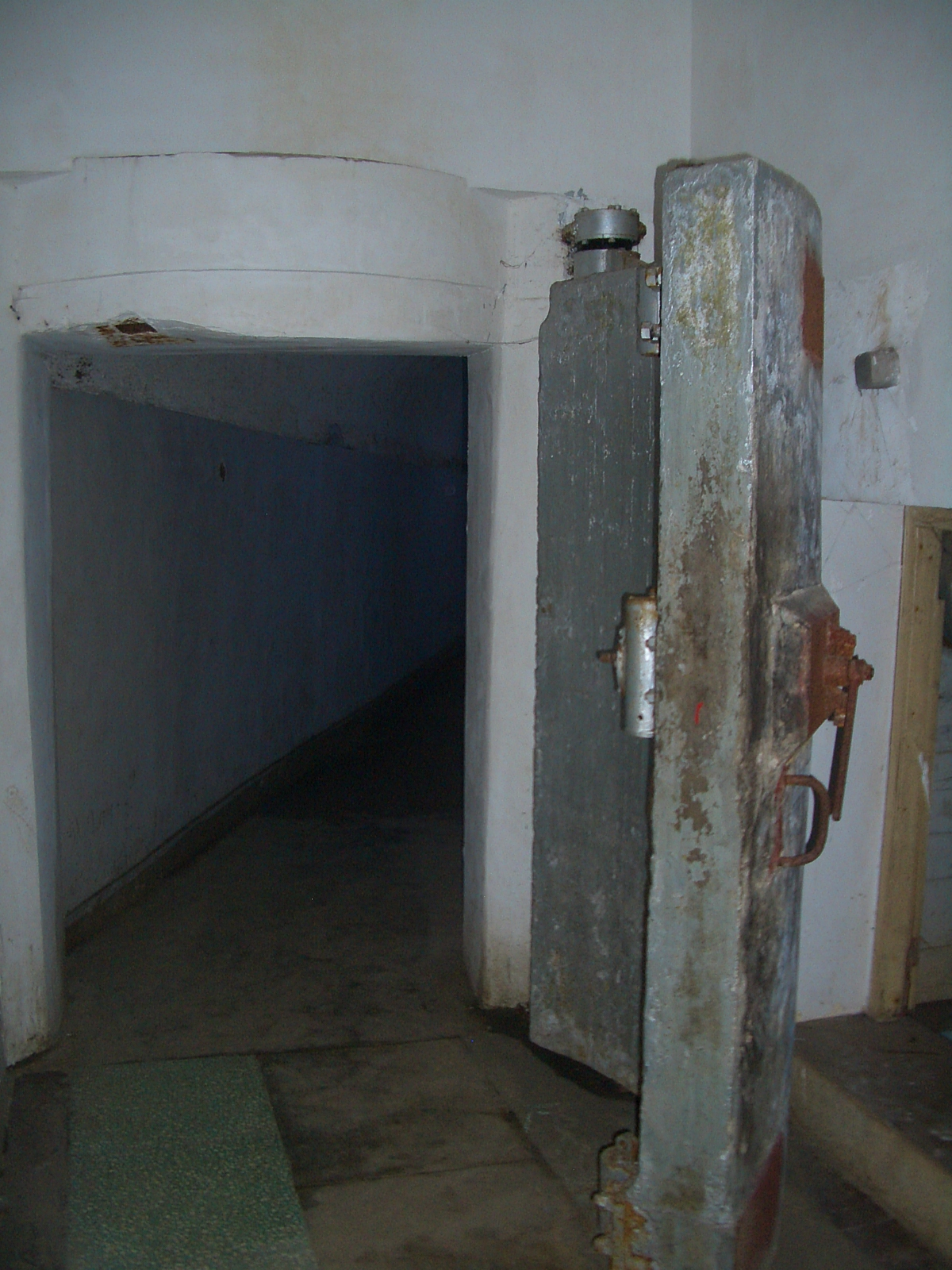
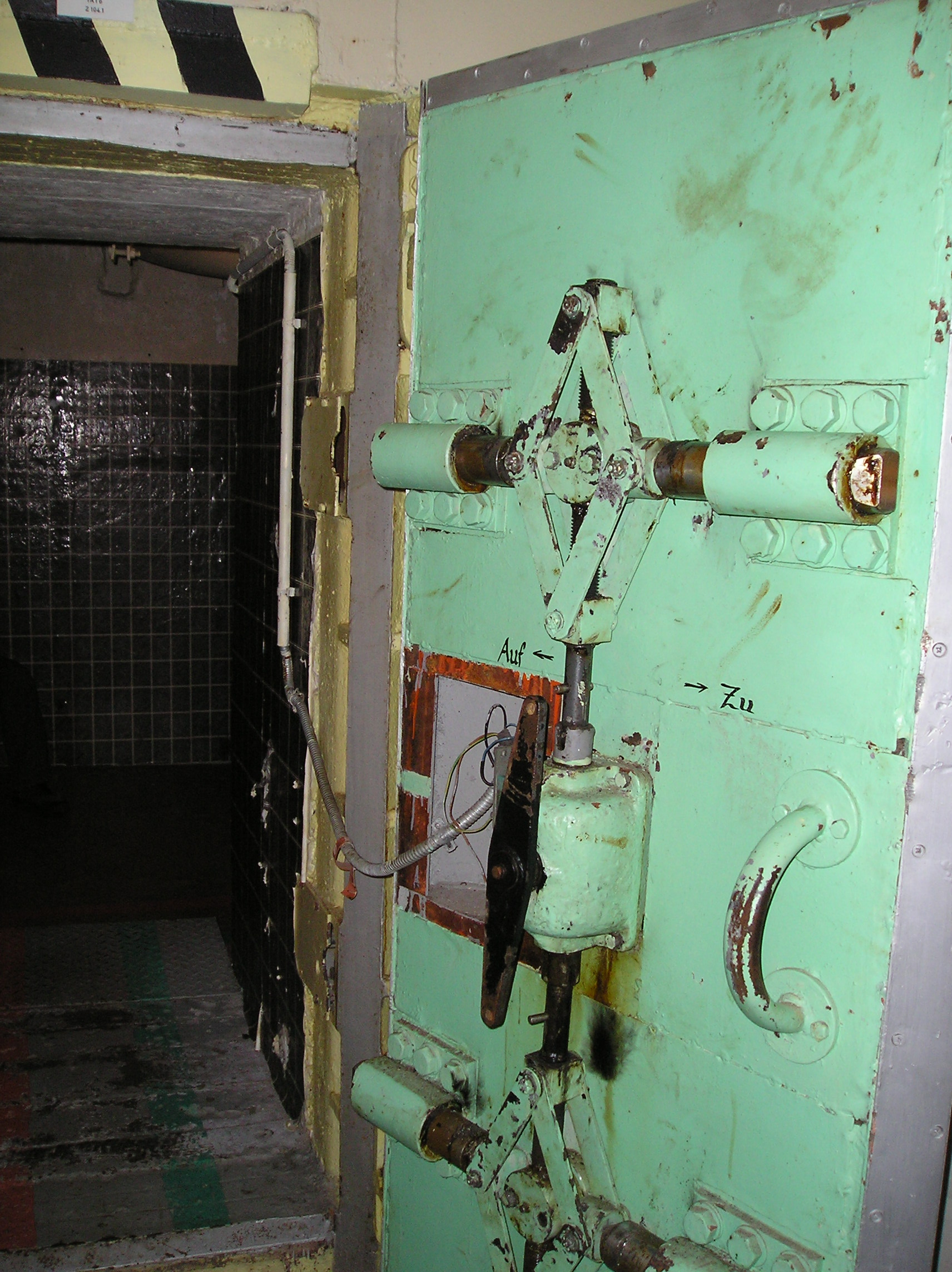
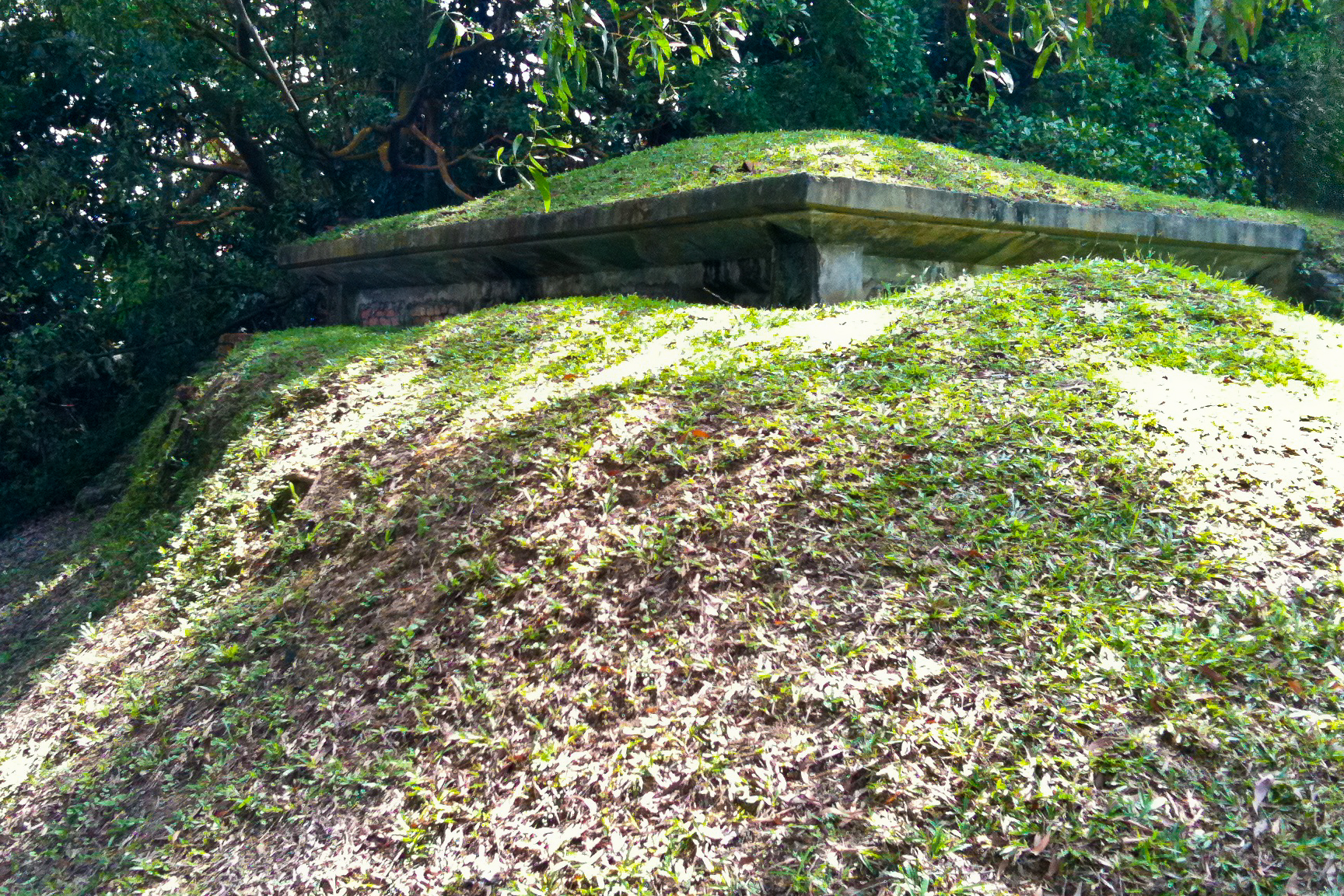
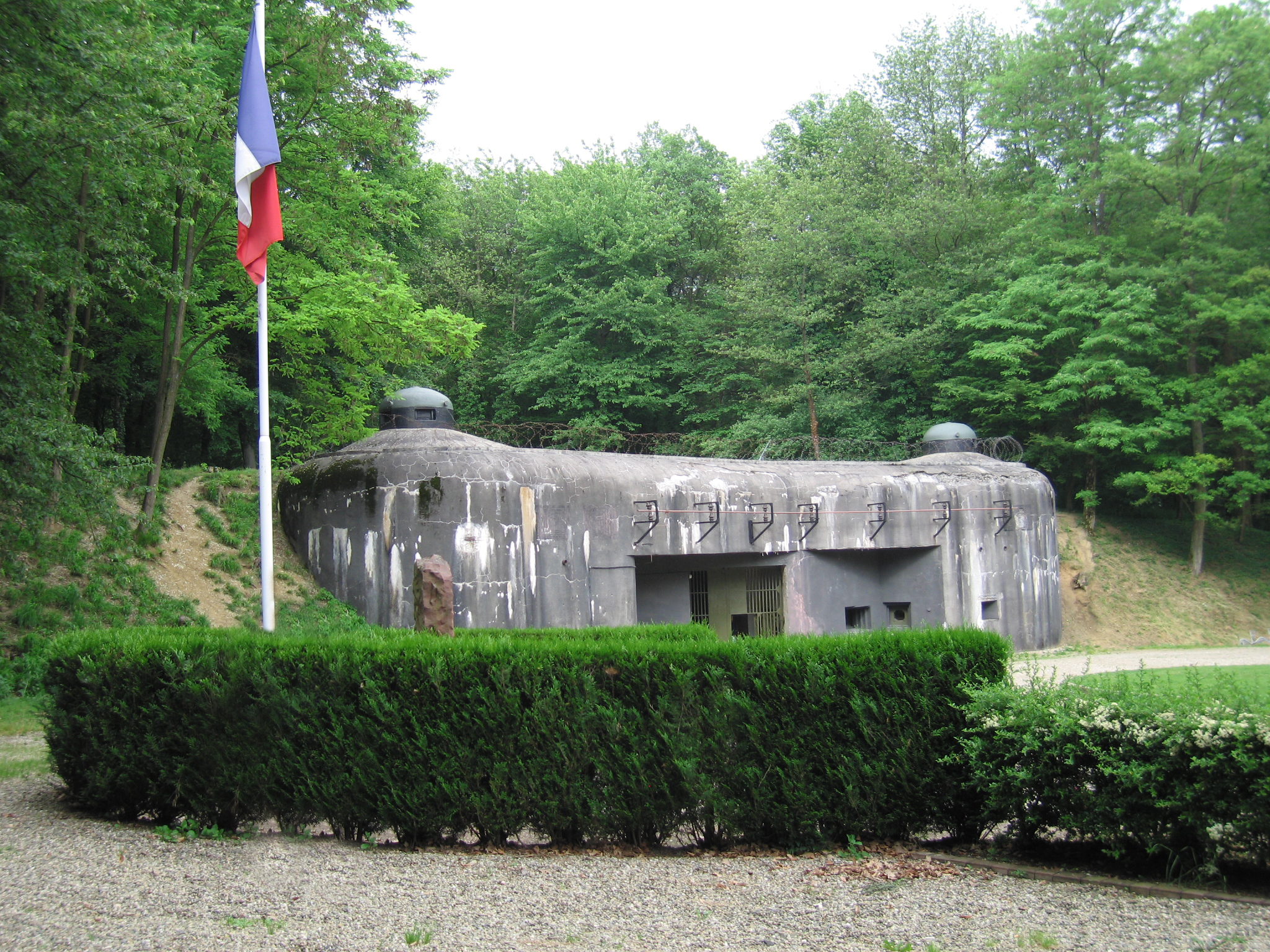
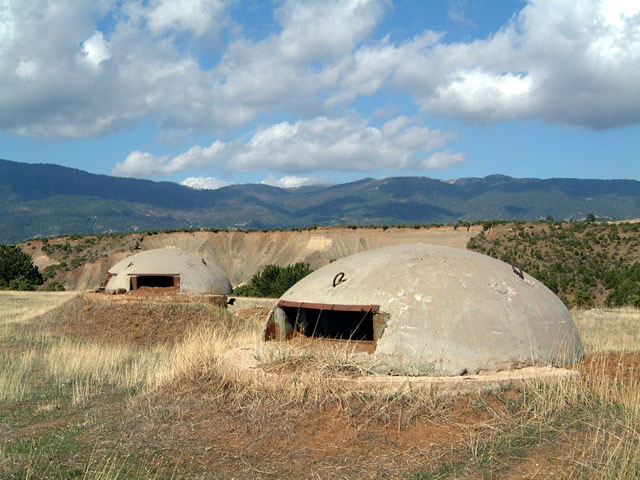
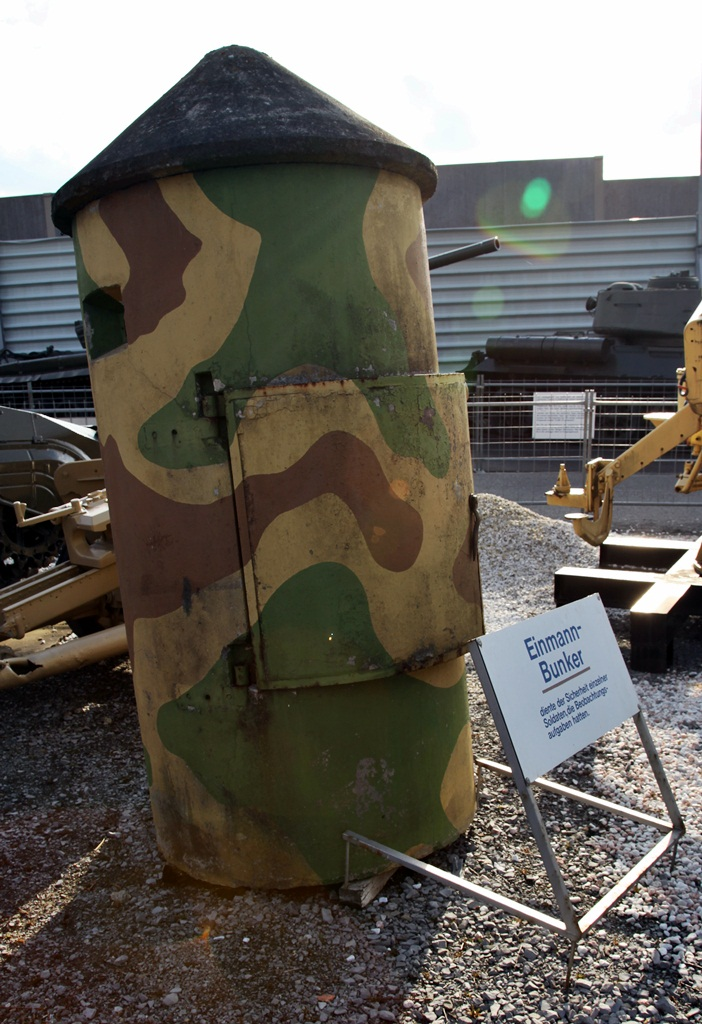
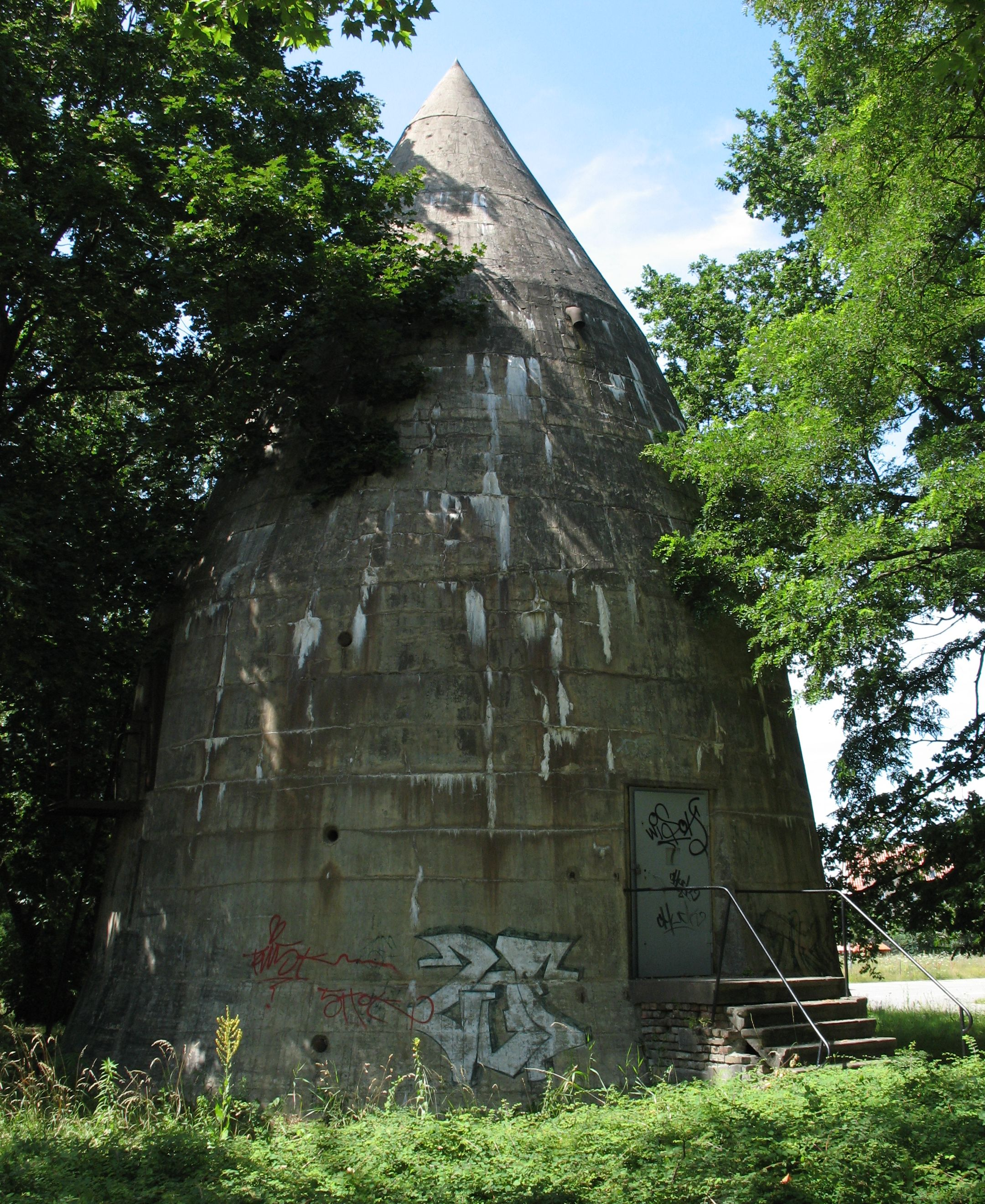
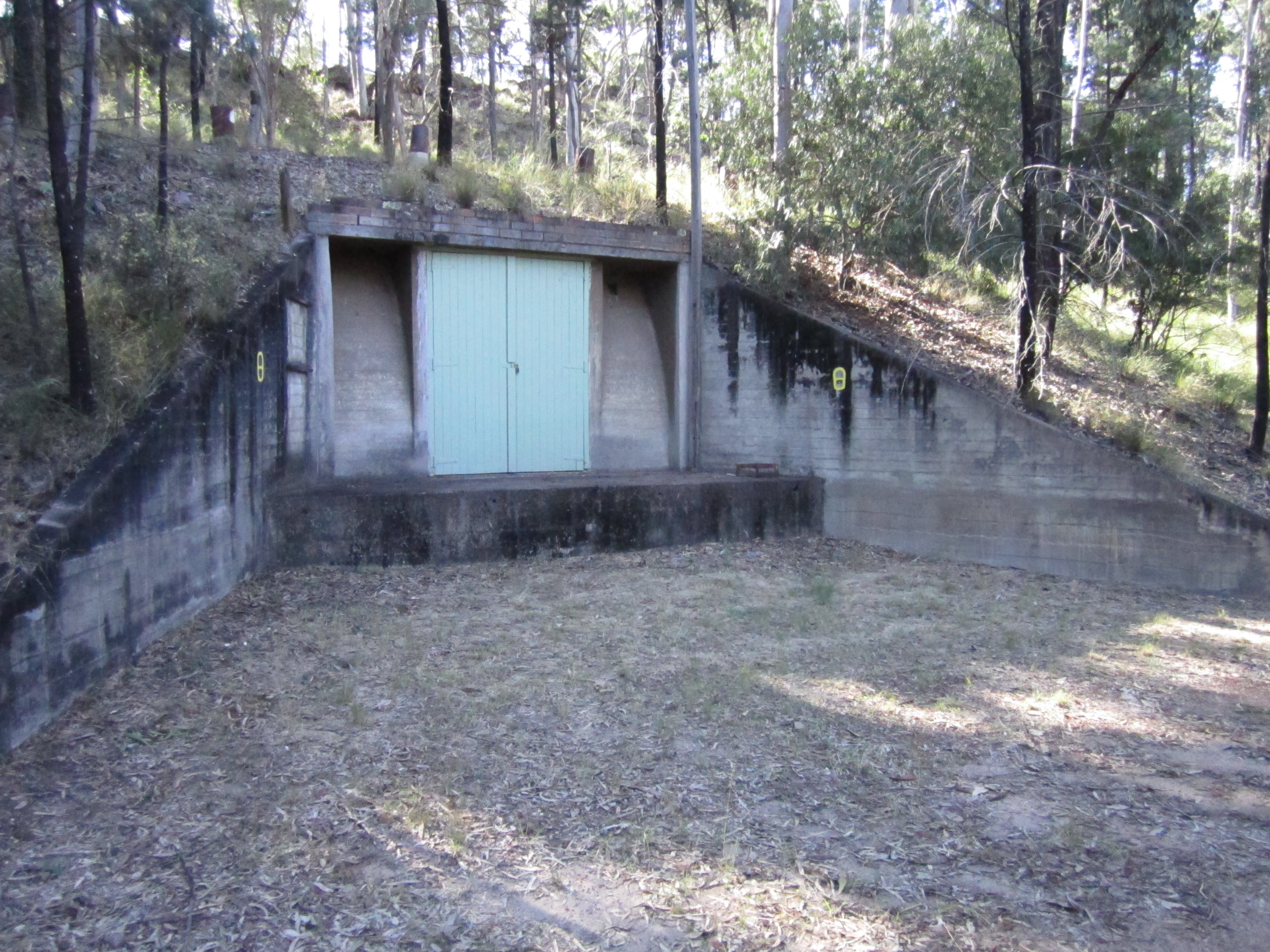
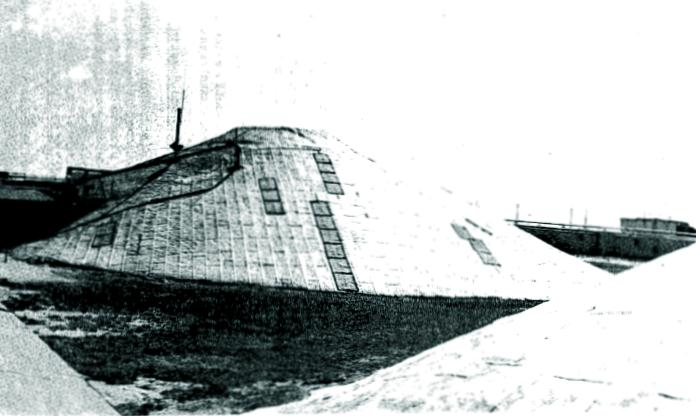

- پرونده:Bunker-Mule (1995) by Bill Woodrow, Blåvand-Oksby, Denmark - 20040527-02.jpg